# Chironius leucometapus
Espèce
Synonymes
- Chironius fuscus leucometapus Dixon, Wiest & Cei, 1993

Chironius leucometapus  est une espèce de serpents de la famille des Colubridae.

## Répartition
Cette espèce est endémique du Pérou. Elle se rencontre dans les régions de San Martín, de Huánuco et de Junín entre 500 et 3 500 m d'altitude.

## Publication originale
- Dixon, Wiest & Cei, 1993 : Revision of the Neotropical snake genus Chironius Fitzinger (Serpentes, Colubridae). Museo regionale di scienze naturali monographie, vol. 13, p. 1-280.